# Colihaut
Colihaut este un oraș din Dominica.